# Thomas C. Oden
Thomas Clark Oden (* 21. Oktober 1931 in Altus, Oklahoma; † 8. Dezember 2016) war ein US-amerikanischer methodistischer Theologe. Er wird oft als Vater der paleo-orthodoxen Bewegung angesehen und gilt als einer der einflussreichsten Theologen des ausgehenden 20. und beginnenden 21. Jahrhunderts, sowohl in der ökumenischen Bewegung als auch unter Evangelikalen.

## Leben und Wirken
Thomas Oden hat 1953 bei der University of Oklahoma cum laude als Bachelor of Arts abgeschlossen, drei Jahre später magna cum laude als Bachelor of Divinity bei der Southern Methodist University im texanischen Dallas. 1957 war er bereits Lehrassistent für Religionsstudien am Jonathan Edwards College der Yale University in New Haven (Connecticut). 1958 erhielt er einen Master of Arts von der Yale University und promovierte dort 1960. 1958 bis 1960 unterrichtete er an der Perkins-Schule für Theologie der Southern Methodist University Philosophie, Theologie und Pastoraltheologie. Später erhielt er einen Doctor of Literature vom Ashbury College in Wilmore, Kentucky.
Thomas Oden war 1954 Diakon, später ordinierter Pfarrer und 1956 Ältester der Vereinigten Methodistenkirche geworden. Innerhalb und außerhalb der methodistischen Kirche gehörte er zu den Führern des Confessional Movement, einer konfessionsübergreifenden evangelikalen Bewegung innerhalb der Mainline-Kirchen. 1992 bis 2010 war er Mitherausgeber der evangelikalen Zeitung Christianity Today.
Oden lehrte 1960 bis 1963 als Assistenzprofessor und 1963 bis 1970 als Professor an der Phillips University. 1970 bis 2003 war er Professor an der Theologischen Schule der Drew University in Madison (New Jersey), wobei er 1980 bis 2003 die Henry Anson Buttz-Theologieprofessur innehatte. 2003 wurde er emeritiert. 2006 wurde er noch Direktor des Center for Early African Christianity der Eastern University in Wayne (Pennsylvania).
Für kürzere Zeiten lehrte er 1965 bis 1966 am Psychiatrischen und Psychologischen Institut der Ruprecht-Karls-Universität Heidelberg, am Ökumenischen Institut in Bossey bei Genf, 1969 am Texas Medical Center, Institut für Religion in Houston, 1976 bis 1977 am Humanities Research Center der University of Texas in Austin, am Princeton Theological Seminary, an der Lomonossow-Universität, 1990 bis 1991 an der Päpstlichen Universität Gregoriana und vielen weiteren Hochschulen weltweit.

## Lehre
Ursprünglich politisch und theologisch liberal, wandte sich Oden in den frühen 1970ern unter dem Einfluss seines jüdischen Kollegen Will Herberg dem Schatz der christlichen Tradition, den patristischen Schriften zu. Er entdeckte, was er als „ökumenische Orthodoxie“ bezeichnete: die Auslegung des Neuen Testaments und der apostolischen Lehre, die allgemein akzeptiert wurde, wie er im Vorwort seiner Systematischen Theologie schrieb:

„Mein grundlegendes Ziel ist es, eine geordnete Sicht des Glaubens der christlichen Gemeinschaft aufzuführen, bezüglich dessen es allgemein eine wesentliche Übereinstimmung gegeben hat zwischen den Traditionen des Ostens und Westens, einschließlich Katholizismus, Protestantismus und Orthodoxie.“

Beim Beschreiben dieses christlichen Konsensus verpflichtete sich Oden
1. „Keinen neuen Beitrag zur Theologie zu machen,
2. der Versuchung zu widerstehen, moderne Autoren zu zitieren, die weniger geschult sind bezüglich des gesamten Ratschlusses von Gott als die besten klassischen Exegeten,
3. danach zu streben, die einmütige Meinung der glaubenden Kirche auszudrücken, die immer auf die apostolische Lehre hörte, mit der christliche Gläubige immer und überall und alle übereinstimmten – das verstehe ich unter der vinzentinischen Methode.“[5]

Oden war Initiator des Projekts "Ancient Christian Commentary of Scripture" (deutsch: antiker christlicher Kommentar zur Schrift), das analog zu den Katenen aber weit umfangreicher für jeden einzelnen Bibelvers die dazugehörigen Kommentare christlicher Kirchenväter gesammelt hat. An diesem Projekt waren zehn Jahren über 400 Übersetzer, Theologen und Historiker beteiligt, und die Ergebnisse wurden in 29 Bänden veröffentlicht. Daraus entstanden, wieder auf Initiative und unter Leitung von Oden, zwei direkte Folgeprojekte, die für 2009 vorgesehene fünfbändige Serie "Ancient Christian Doctrine" (antike christliche Lehre) und die 2007 erschienene Serie "Ancient Christian Devotional" in der die wöchentlichen Lesungen der Perikopenordnung versehen mit Kommentaren der Kirchenväter herausgegeben werden.
Aus der intensiven Beschäftigung mit den Kirchenvätern entstand bei Oden ein besonderes Interesse am frühen afrikanischen Christentum, das für Oden das frühe Christentum in Nordafrika von Ägypten bis zum Maghreb sowie in Äthiopien und Nubien umfasst. Oden vertritt die These, dass die intellektuelle Geschichte des afrikanischen Christentums, vertreten beispielsweise durch Origenes, Tertullian, Athanasius und Augustinus von Hippo bis zur Mitte des vierten Jahrhunderts derjenigen von Asien und Europa weit überlegen war, und dass die wesentlichen Lehren, die den ökumenischen Konzilien zugrunde liegen, größtenteils in Afrika entstanden sind. Aus dieser Überzeugung heraus initiierte er das Projekt "Early African Christianity", durch das insbesondere das heutige afrikanische Christentum seine reichen afrikanischen Wurzeln wiederentdecken soll. Das Projekt ist auf Internet-basierte internationale Zusammenarbeit ausgerichtet, die insbesondere afrikanischen Theologen die Mitarbeit ermöglichen und die Ergebnisse für afrikanische Kirchen und Laien erreichbar machen will.

## Privates
1952 heiratete er Edrita Pokorny, mit der er drei Kinder hatte.

## Werke (Auswahl)
- Ancient Christian Commentary on Scripture series, Zusammenfassung biblischer Kommentare aus dem ersten christlichen Jahrtausend
- Classical Pastoral Care:
  - Band 1: Becoming A Minister, ISBN 0-8010-6763-4.
  - Band 2: Ministry through Word and Sacrament, ISBN 0-8010-6764-2.
  - Band 3: Pastoral Counsel, ISBN 0-8010-6765-0.
  - Band 4: Crisis Ministries, ISBN 0-8010-6766-9.
- Doctrinal Standards in the Wesleyan Tradition, ISBN 0-310-75240-X.
- The Rebirth of Orthodoxy: Signs of New Life in Christianity, ISBN 0-06-009785-X.
- Systematic Theology:
  - Band 1: The Living God, ISBN 0-06-066363-4.
  - Band 2: The Word of Life, ISBN 0-06-066364-2.
  - Band 3: Life in the Spirit, ISBN 0-06-066362-6.
- The Transforming Power of Grace, ISBN 0-687-42260-4.
- Ancient and Postmodern Christianity: Paleo-Orthodoxy in the 21st Century. Essays In Honor of Thomas C. Oden, hg. von Christopher Hall und Kenneth Tanner, ISBN 0-8308-2654-8.

### Deutsche Übersetzungen
- Wer sagt, Du bist o.k.? - Eine theologische Anfrage an die Transaktionsanalyse, Übersetzer: Hans-H. Hirschberg; Gelnhausen, Berlin; Burckhardthaus, Freiburg; Christophorus, Stein 1977, ISBN 978-3-7664-3053-3.

### Autobiographie
- A change of heart – A personal and theological memoir, Intervarsity Press, 2014, ISBN 978-0-8308-4035-9.